# Evangelisches Pfarrhaus (Oberwinter)

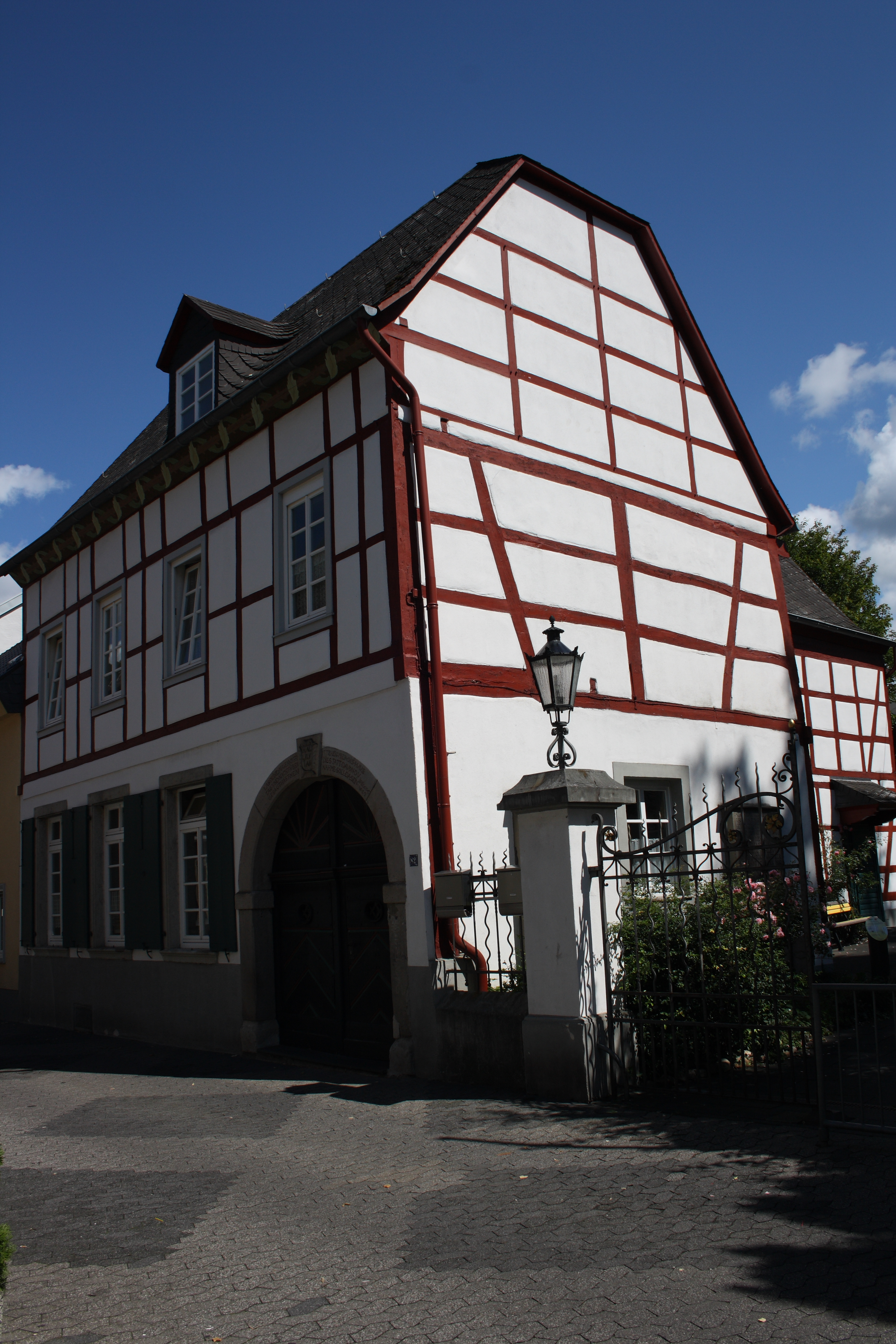
Ehemaliges Pfarrhaus in Oberwinter

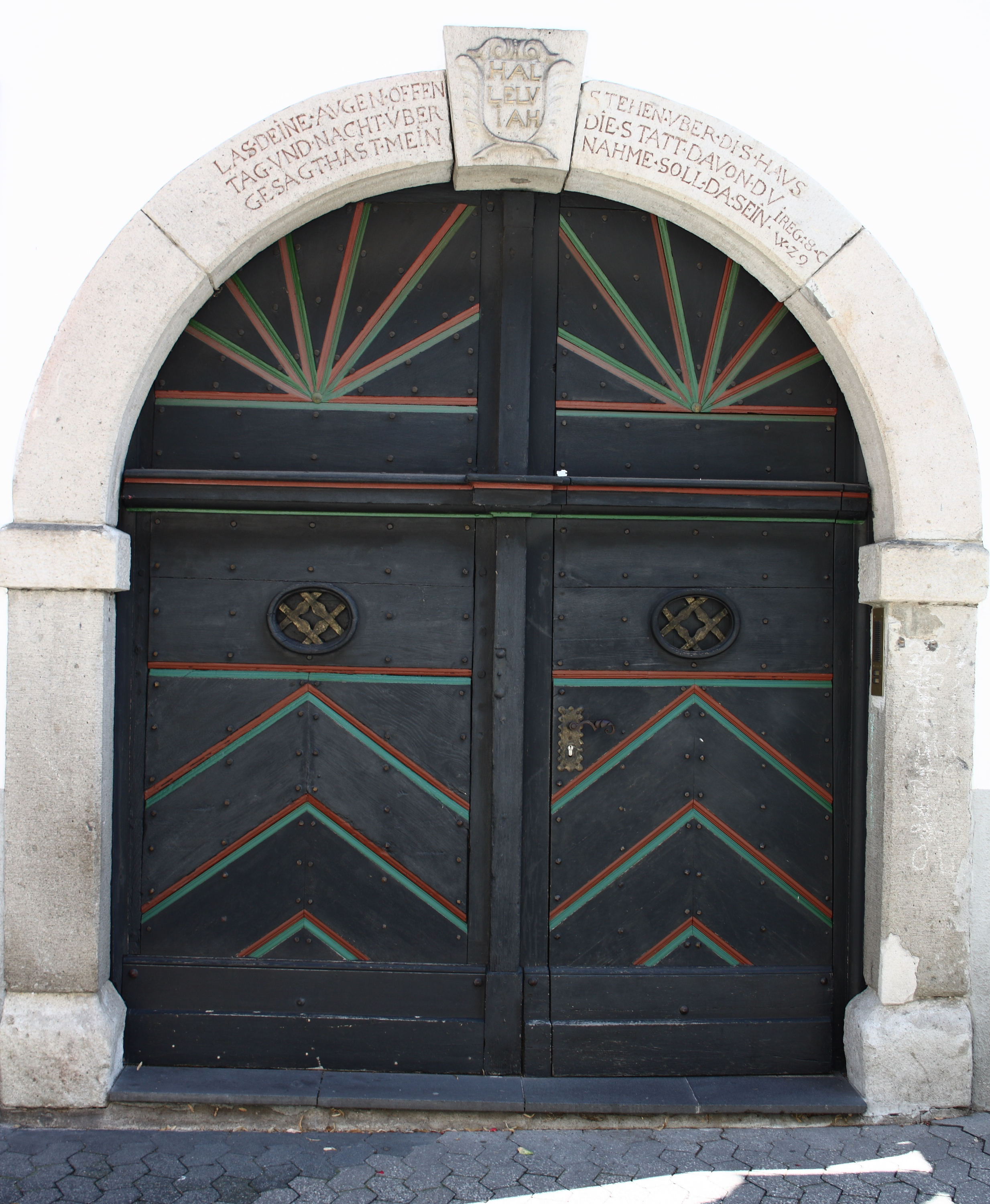
Torbogen mit Inschrift

Das ehemalige Evangelische Pfarrhaus in Oberwinter, einem Stadtteil von Remagen im Landkreis Ahrweiler in Rheinland-Pfalz, ist ein Fachwerkhaus aus dem 18. Jahrhundert. Das Haus an der Hauptstraße 82 ist ein geschütztes Baudenkmal.

## Beschreibung
Der zweigeschossige Bau mit vier Fensterachsen besitzt an der Straßenseite einen Torbogen mit folgender Inschrift:

„LAS DEINE AUGEN OFFEN STEHEN, VBER DIS HAUS TAG VND NACHT, ÜBER DIE STATT, DAVON DU GESAGT HAST, MEIN NAHME SOLL DA SEIN“

Auf dem Scheitelstein steht in Palmzweigen „HALLELUIA“.
Das Haus ist von einem Krüppelwalmdach gedeckt. Im rückwärtigen Teil ist ein Fachwerktrakt angebaut, der zwei Fachwerkstöcke und zwei Dachstöcke besitzt.